# La! Neu?
La! Neu? (o la! NEU?) fue un grupo alemán de kraut rock formado por Klaus Dinger. El nombre del grupo hace referencia a sus dos bandas anteriores: Neu! y La Düsseldorf.
El grupo es un colectivo compuesto por Dinger y otros músicos (usualmente más jóvenes que Dinger), que editó una serie de álbumes entre 1996 y 2001, con el sello discográfico japonés Captain Trip (con el que Dinger editó algunos álbumes de Neu! sin el permiso del otro miembro del dúo, Michael Rother). El grupo ha estado inactivo desde 2001.

## Integrantes
- Klaus Dinger - voz, multinstrumentista, elementos electrónicos.
- Renate Dinger - voz, piano (madre de Klaus Dinger).
- Viktoria Wehrmeister - voz, percusión.
- Dirk Flader - guitarra
- Thomas Klein - batería
- Rembrandt Lensink - teclados
- Andreas Reihse
- Konstantin Wienstroer

## Discografía
- Düsseldorf (1996)
- Zeeland (1997)
- Cha Cha 2000 - Live in Tokyo (1998)
- Year of the Tiger (1998)
- Gold Regen (Gold Rain) (1998)
- Live in Tokyo 1996 Vol. 2 (1999)
- Blue (la Düsseldorf 5) (1999)
- Live at Kunsthalle Düsseldorf (2001)